# Igor Arhirii
Igor Arhirii (ur. 17 lutego 1997 w Mihailovcy) – mołdawski piłkarz grający na pozycji prawego obrońcy w mołdawskim klubie Milsami Orgiejów oraz reprezentacji Mołdawii.